# Octobre 1864

## Événements
- 10 octobre, Canada : inauguration du Collège Saint-Joseph (Acadie) par le père Camille Lefebvre.

- 10 - 27 octobre : la Conférence de Québec présidée par Sir Étienne-Paschal Taché élabore un plan en 72 propositions, brouillon de l’Acte de l’Amérique du Nord Britannique.

- 18 octobre :
  - Mise en service de la gare de Nice-Ville par la Compagnie des chemins de fer de Paris à Lyon et à la Méditerranée, sur la ligne de Marseille-Saint-Charles à Vintimille
  - Ouverture de la ligne des Arcs à Draguignan

- 19 octobre : raid de St. Albans au Vermont. Les sudistes se réfugient au Canada. Le gouvernement refuse de les extrader aux États-Unis.

- 24 octobre, France : inauguration de la voie ferrée Tessonnières-Albi-Carmaux.

## Naissances
- 3 octobre : William Robson, homme politique britannique.
- 8 octobre : Ozias Leduc, artiste peintre québécois.
- 16 octobre : Vilhelm Andersen, auteur, historien littéraire et intellectuel danois († 3 avril 1953).
- 18 octobre : 
  - Camille Douls (mort le 6 février 1889), explorateur français du Sahara et de l'Afrique du Nord
  - Constant Blaquière (mort le 5 mai 1948), historien local et poète français

## Décès
- 4 octobre : Jos Montferrand, draveur.
- 18 octobre : 
  - David B. Birney (né le 29 mai 1825), juriste et général de l’armée de l'Union
  - Jean Marion de Beaulieu (né le 18 juin 1783), général français
  - Antoine Vermeil (né le 17 mars 1799), pasteur protestant français
  - Jacques François Gallay (né le 8 décembre 1795), compositeur et musicien français